# キャラディのジョークな毎日
『キャラディのジョークな毎日』（キャラディのジョークなまいにち）は、2009年4月1日から2010年3月31日まで放送された日本のテレビアニメ。全365話。

## 概要
世界中のジョークを、毎日一作ずつキャラディが読んでいくというお話。一年に渡って毎日放送された。
京都造形芸術大学キャラクターデザイン学科との産学協同作品。産学協同というと学生のインターンシップが主流であるが、本作品は学科の教育の一環としてのプロジェクトとして成り、そこに企業が参加するという新しい形としてなっている。当番組には「学生支援アニメーション」というサブタイトルがついている。
なお、制作資金を大阪JSEEDデジタルコンテンツ育成壱号投資事業有限責任組合が投資している。
KBS京都では「天気予報」の背景動画として「Funny Pets」に続き2010年3月から放送。

## 登場人物
キャラディ
声 - 安田美沙子
チョボタン
声 - 中井健二郎
バスブタ
声 - 北野杏奈
キャラディ以外の声はアミューズメントメディア総合学院声優タレント学科学生が担当している。

## スタッフ
- 全体監督 - 増田龍治
- 脚本 - 天願大介
- プロデューサー - 古賀俊輔
- 制作 - 世界のジョーク研究室（ザフール、ジェネオン・ユニバーサル・エンターテイメント、MEDIL、テレビ神奈川、千葉テレビ放送、テレビ埼玉、三重テレビ放送、京都放送、サンテレビジョン）

## 放送局
独立UHF局のうち、東名阪ネット6参加局で放送されている。
また、2010年4月3日より山形テレビ（YTS）も放送を始めた。
| 放送地域 | 放送局     | 放送日時                                                    | 放送区分             | 備考                                       |
| -------- | ---------- | ----------------------------------------------------------- | -------------------- | ------------------------------------------ |
| 神奈川県 | tvk        | 月曜-金曜 24:40-24:45 / 金曜 27:00-27:05 / 土曜 24:55-25:00 | 独立UHF局 共同制作局 |                                            |
| 埼玉県   | テレ玉     | 月曜・金曜 25:30-25:35 / 火曜-木曜・土曜・日曜 26:00-26:05  | 独立UHF局 共同制作局 |                                            |
| 千葉県   | チバテレ   | 月曜-金曜 23:55-24:00 / 土曜・日曜 25:00-25:05              | 独立UHF局 共同制作局 | 2014年に、毎日深夜の停波前に再放送される。 |
| 三重県   | 三重テレビ | 月曜-金曜 25:20-25:25 / 土曜 25:25-25:30 / 日曜 25:30-25:35 | 独立UHF局 共同制作局 |                                            |
| 京都府   | KBS京都    | 日曜 25:15-25:30                                            | 独立UHF局 共同制作局 | 再放送                                     |
| 兵庫県   | サンテレビ | 水曜 23:45-24:00                                            | 独立UHF局 共同制作局 | 4話連続放送                                |
| 山形県   | 山形テレビ | 土曜 25:25-25:30                                            | テレビ朝日系列       |                                            |